# 马里安·奇绍夫斯基
马里安·奇绍夫斯基（1979年11月2日—2020年6月28日），斯洛伐克职业男子足球运动员，司职後衛。

## 生平
他於1996年开始他的足球职业生涯。早期效力布拉迪斯拉发国际。2004年7月，他转会日利納。2006年后又效力彼得扎尔卡和蒂米什瓦拉。2002年至2013年，他是斯洛伐克國家足球隊的一员。
2011年，他开始效力捷克比尔森胜利足球俱乐部。2013年10月，因伤缺阵7个月后复出，直接首发对阵拜仁。从2014年3月开始，他不再出场比赛。2015年初，他确诊肌萎缩性脊髓侧索硬化症。球队主教练米罗斯拉夫表示，他宁愿放弃争夺捷克联赛冠军，来换取奇绍夫斯基的健康。
2020年6月28日逝世。

## 荣誉
布拉迪斯拉发国际
- 斯洛伐克超級足球聯賽：1999–2000、2000–01
- 斯洛伐克盃：1999–2000、2000–01

彼得扎尔卡
- 斯洛伐克超級足球聯賽：2007–08
- 斯洛伐克盃：2007–08

比尔森胜利
- 捷克足球甲级联赛：2012–13
- 捷克超級盃：2011